# Mulot
Pour l’article homonyme, voir Surmulot.
Taxons concernés
- genre:
  - Apodemus (dont des mulots)
- Espèces de la famille Arvicolinae
  - Exemple : Microtus pennsylvanicusmodifier

Mulot est un nom vernaculaire ambigu.
- Pour les zoologistes, le terme mulot désigne spécifiquement le genre Apodemus.

Cependant, l'usage désigne souvent sous cette appellation n'importe quel rongeur campagnard, comme :
- les campagnols, qui sont les premiers visés par l'usage abusif du terme mulot ;
- le rat des moissons, qui ressemble beaucoup à une miniature de mulot.

Dans cette catégorie, l'usage commun distingue surtout « mulot » et « souris », le premier étant généralement considéré comme une sorte de « souris des champs », lorsqu'à l'automne les mulots tendent à pénétrer dans les maisons (les habitants les retrouvant parfois dans leurs chaussures).
Les musaraignes qui, vues de loin et malgré leur nez pointu, ressemblent plus ou moins à des souris, sont aussi parfois qualifiées par erreur de mulots.

## Physiologie, comportement et écologie
Les caractéristiques générales des mulots sont celles des rongeurs, avec des nuances pour chaque espèce : voir les articles détaillés pour plus d'informations sur leur comportement ou leur physiologie respective.

## Étymologie et nomenclature
Au XIIIe siècle, le mot est écrit mulos au pluriel, variante de mulet, lui-même sans doute un diminutif de mul ou muli, à rapprocher de la taupe qui se dit mol en néerlandais ou encore mole en anglais.   
En 1606, dans le Thresor de la langue française de Nicot, le mot mulot est associé à l'espèce Mus agrestis. Il s'agit alors probablement de notre Campagnol souterrain (Microtus subterraneus) actuel.
En 1694, la première édition du Dictionnaire de L'Académie française ne fait plus référence à une espèce précise mais à une sorte de souris qui fait des terriers dans les champs et les jardins.
En 1758, Duhamel du Monceau (de l'Académie Royale des sciences) décrit les « mulots » comme de « petites souris de jardin qui mangent les fruits, les semences, et qui souvent endommagent les racines des plantes. » (La physique des arbres; où il est traité de l'anatomie des plantes et de l'économie végétale. Paris 1758...). 
Dans la 6e édition de 1832-1835, le Dictionnaire de L'Académie française précise en plus que l'animal a une couleur rousse et signale qu'on donne ce nom aussi aux campagnols. Mais la 8e édition de 1932-1935 dénonce cette dénomination abusive et précise la différence avec le campagnol qui est de couleur « brune et à queue courte ».

## Noms vernaculaires et noms scientifiques correspondants
Liste alphabétique de noms vernaculaires attestés en français.

Note : certaines espèces ont plusieurs noms et, les classifications évoluant encore, certains noms scientifiques ont peut-être un autre synonyme valide. En gras, les espèces les plus connues des francophones.
- Mulot - nom donné par les zoologues aux espèces du genre Apodemus[6]
- Mulot alpestre - Apodemus alpicola[7]
- Mulot à collier - Apodemus flavicollis[6]
- Mulot à collier roux - voir Mulot à collier[7]
- Mulot fauve - voir Mulot à collier[7],[8]
- Mulot gris - voir Mulot sylvestre[7]
- Mulot ordinaire - voir Mulot sylvestre[7]
- Mulot pygmée  - Apodemus microps[6] ou Apodemus uralensis[7]
- Mulot rayé - Apodemus agrarius[6],[8]
- Mulot rupestre - Apodemus mystacinus[7],[8]
- Mulot sylvestre - Apodemus sylvaticus[6],[8]
- Rat-mulot - voir Mulot sylvestre[7]
- etc.

## Le mulot dans la culture
Mulot est parfois utilisé en France comme terme pour désigner la souris d'ordinateur, par allusion à Jacques Chirac, puis à sa marionnette dans Guignols de l'info. En effet, en 1996, lors de l'inauguration de la Bibliothèque François Mitterrand, Jacques Chirac avait naïvement demandé à son ministre de la Culture de l’époque, Jacques Toubon, ce qu’était... une souris, les interlocuteurs étaient dépités par la méconnaissance totale de l'informatique du président de la République.
L'expression ancienne « endormir le mulot » voulait dire, aux XVIIe et XVIIIe siècles, surprendre ou amuser quelqu'un pour mieux le tromper.